# 무코지마구
무코지마구(向島区)는 도쿄부 도쿄시에 설치되었던 구이다. 현재의 스미다구 북부에 해당한다.

## 역사
- 1932년 10월 1일 - 미나미카쓰시카군 전역이 도쿄시에 편입되면서 데라지마정, 스미다정, 아즈마정 구역으로 무코지마구를 설치.
- 1943년 7월 1일, 도쿄도제 시행으로 도쿄도 무코지마구가 됨.
- 1947년 3월 15일, 혼조구와 무코지마구 구역을 합쳐 스미다구를 설치함.